# Progonyleptoides
Genre
Synonymes
- Paranabius Roewer, 1943

Progonyleptoides est un genre d'opilions laniatores de la famille des Gonyleptidae.

## Distribution
Les espèces de ce genre sont endémiques du Brésil. Elles se rencontrent dans les États de São Paulo et du Paraná.

## Liste des espèces
Selon World Catalogue of Opiliones (25/08/2021) :
- Progonyleptoides castaneus (Roewer, 1943)
- Progonyleptoides spinifrons Roewer, 1917

## Publication originale
- Roewer, 1917 : « 52 neue Opilioniden. » Archiv für Naturgeschichte, vol. 82, no 2, p. 90–158 (texte intégral).